# Hrebeň Bielovodských veží

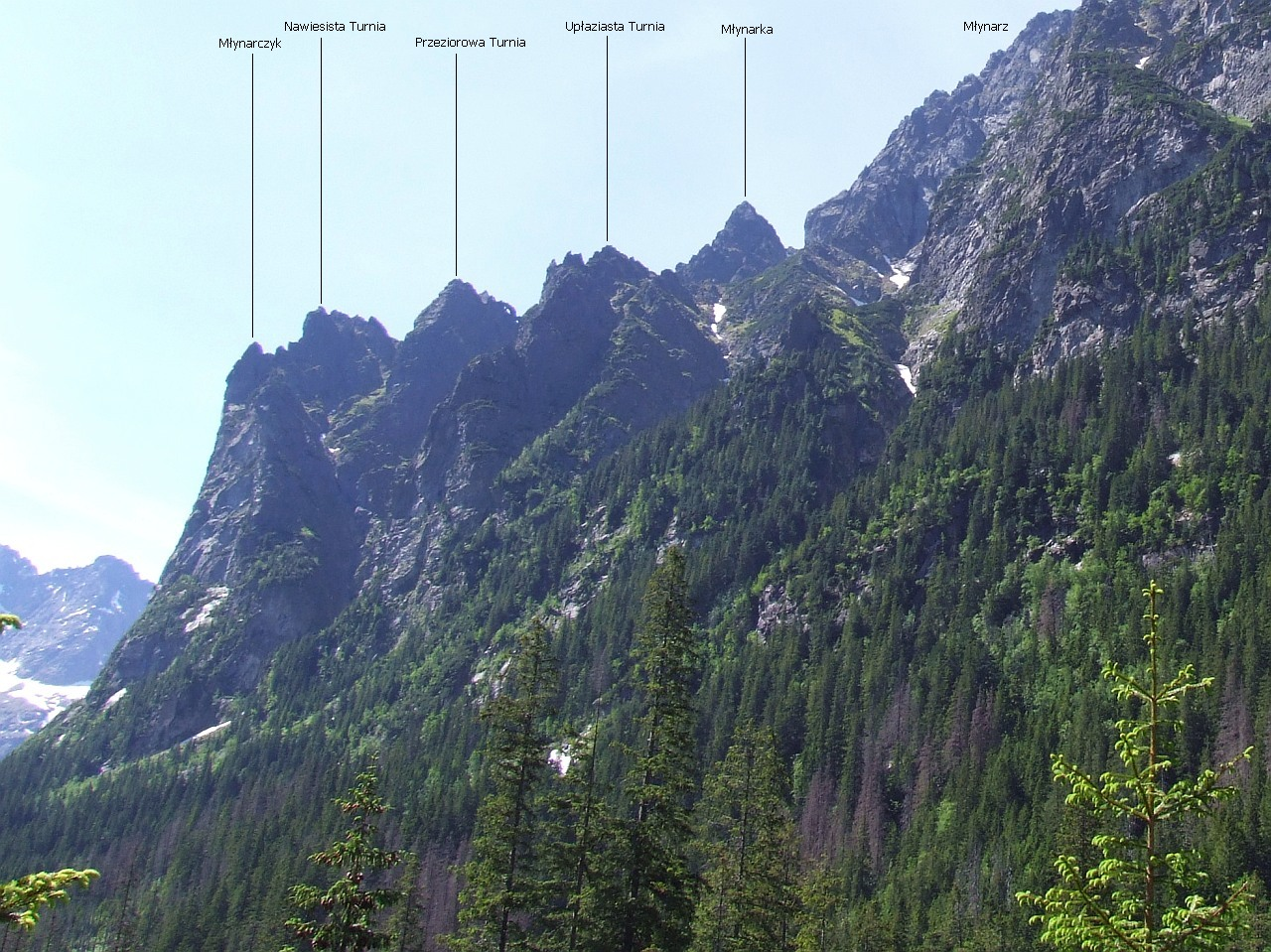
Hrebeň Bielovodských veží s polskými popisky

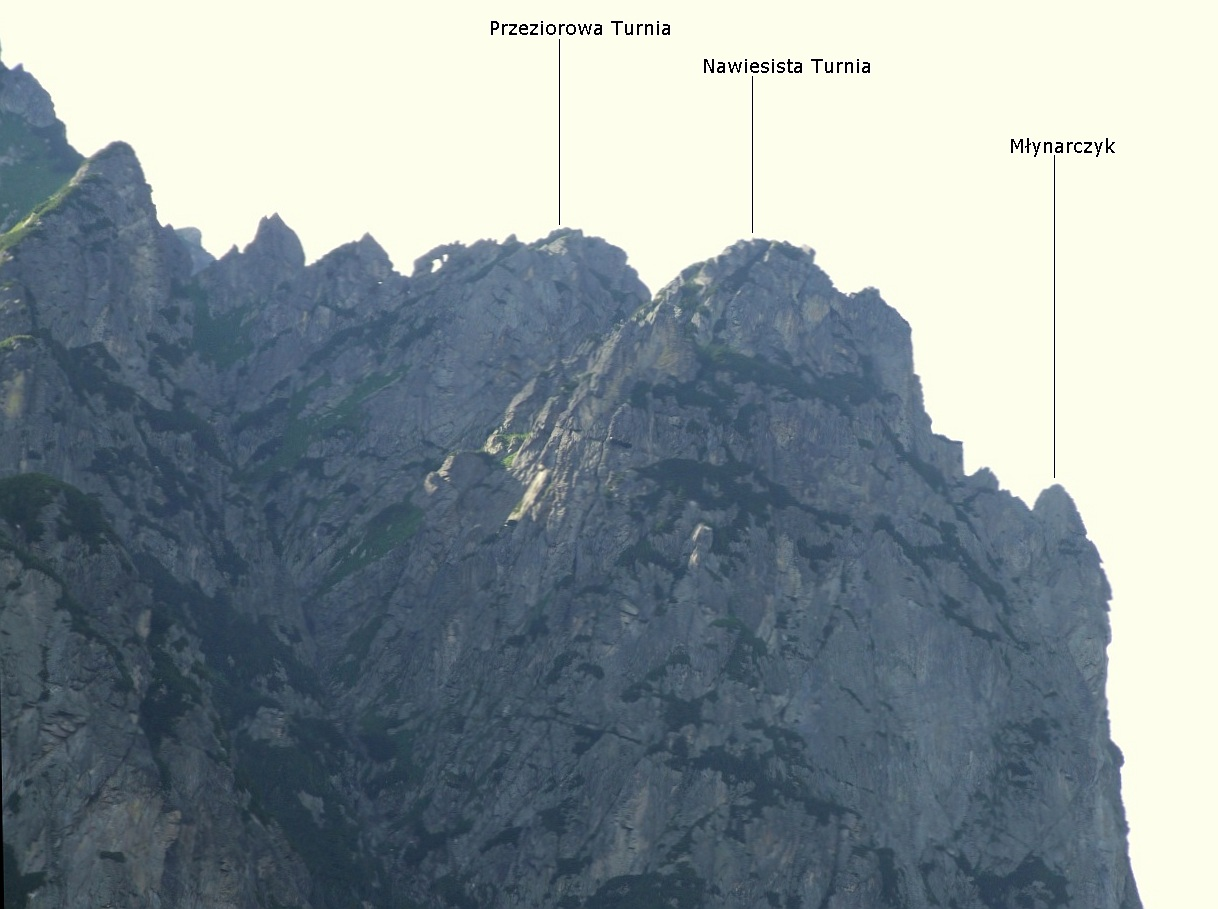
Východní konec hřebene

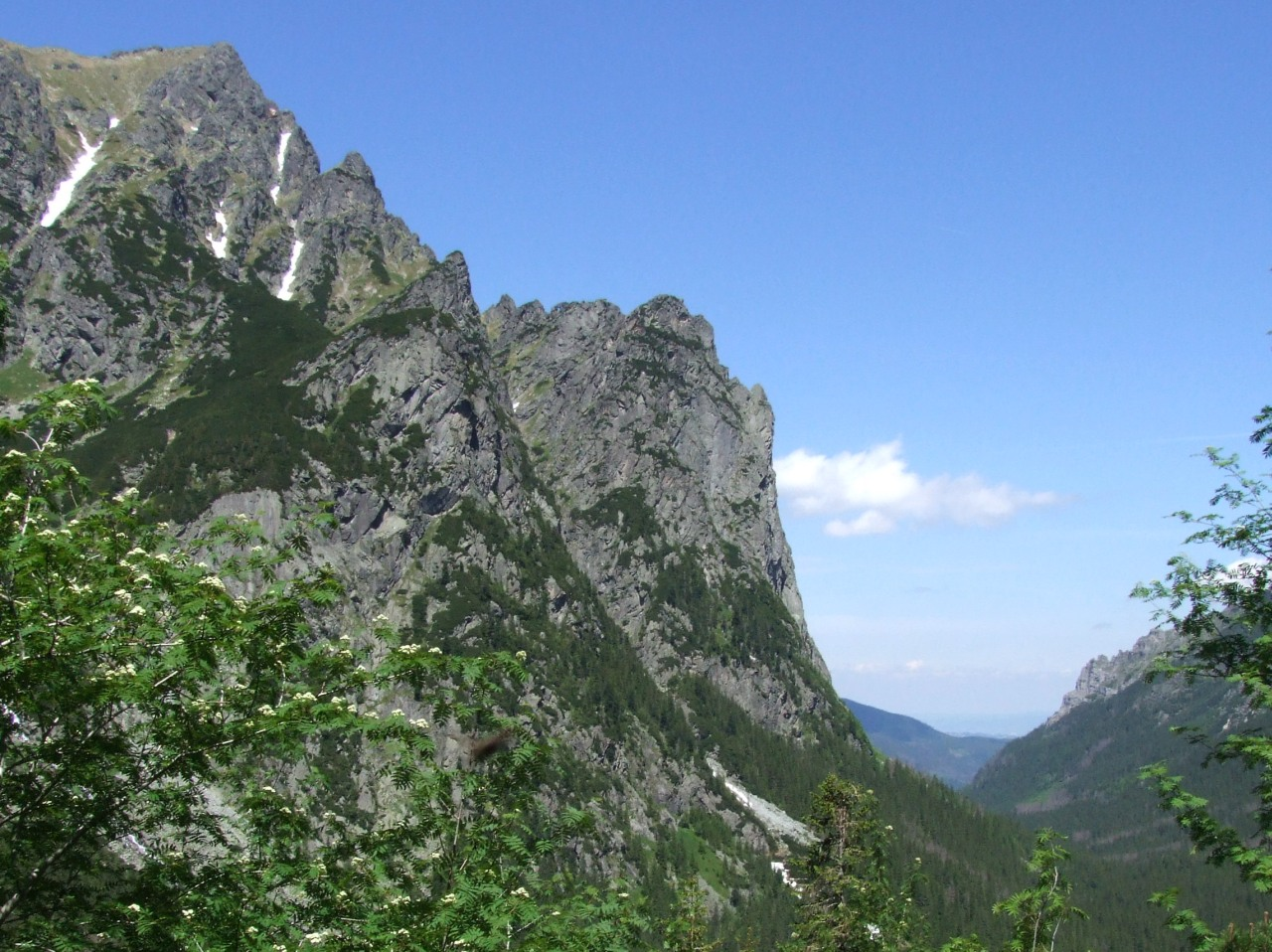
Východní konec hřebene

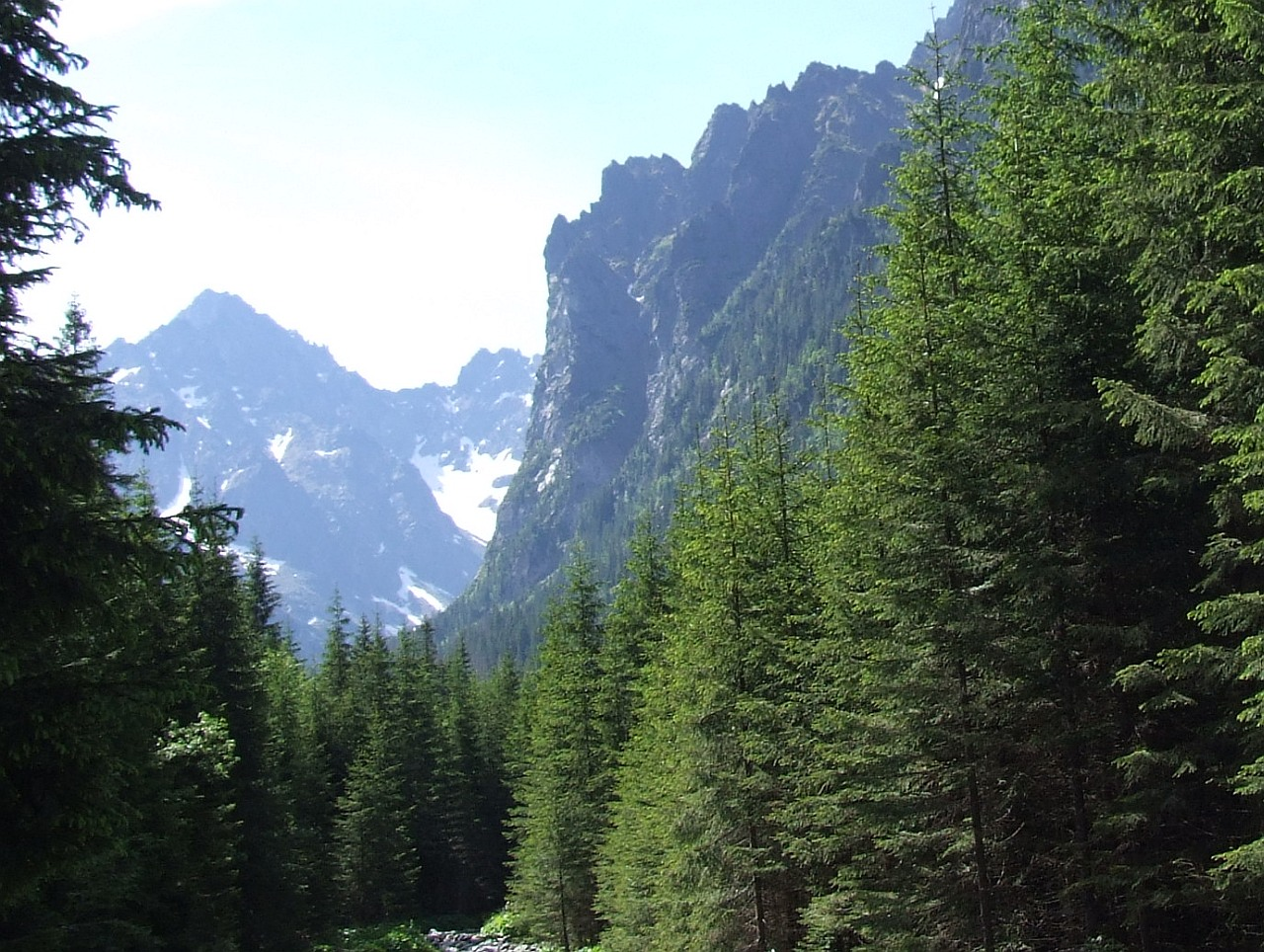
Východní konec hřebene

Hrebeň Bielovodských veží (polsky Wschodnia grań Młynarza, maďarsky Molnár-fali-gerinc, německy Müllerwandgrat) je boční hřeben ve slovenské části Vysokých Tater. Od Hlavného hrebeňa Mlynára se odděluje ve Veľkém Mlynárovi a směřuje přímo na východ, kde strmě klesá do Bielovodské doliny.

## Průběh hřebene
|  | Slovenský název                      | Polský název                     | Nadmořská výška (m) | Souřadnice                       |
|  | ------------------------------------ | -------------------------------- | ------------------- | -------------------------------- |
|  | Veľký Mlynár                         | Wielki Młynarz                   | 2170                | 49°11′36″ s. š., 20°06′11″ v. d. |
|  | Vyšná Bielovodská štrbina            | Wyżnia Białowodzka Przełączka    | 1970                | 49°11′33″ s. š., 20°06′18″ v. d. |
|  | Mlynárka                             | Młynarka                         | 2010                | 49°11′34″ s. š., 20°06′20″ v. d. |
|  | Prostredná Bielovodská štrbina       | Pośrednia Białowodzka Przełączka | 1860                | 49°11′35″ s. š., 20°06′25″ v. d. |
|  | Západná Bielovodská veža             | Upłaziasta Turnia                | 1880                | 49°11′35″ s. š., 20°06′27″ v. d. |
|  | Štrbina v Západnej Bielovodskej veži | Upłaziasta Przełączka            | 1855                |                                  |
|  | Bielovodský zub                      | Przeziorowy Ząb                  | 1865                |                                  |
|  | Štrbina Bielovodských veží           | Przeziorowa Szczerbina           | 1845                |                                  |
|  | Prostredná Bielovodská veža          | Przeziorowa Turnia               | 1860                | 49°11′36″ s. š., 20°06′32″ v. d. |
|  | Nižná Bielovodská štrbina            | Niżnia Białowodzka Przełączka    | 1810                | 49°11′35″ s. š., 20°06′33″ v. d. |
|  | Bielovodská veža                     | Nawiesista Turnia                | 1830                | 49°11′34″ s. š., 20°06′38″ v. d. |
|  | Mlynárikova štrbina                  | Młynarczykowa Szczerbina         | 1775                | 49°11′36″ s. š., 20°06′38″ v. d. |
|  | Mlynárik                             | Młynarczyk                       | 1785                | 49°11′37″ s. š., 20°06′41″ v. d. |

## Turistické trasy
V celém hřebeni nejsou v současné době žádné značené trasy, takže oblast je dle pravidel TANAPu pro turisty nepřístupná.